# False Money (film 1905)
False Money è un cortometraggio muto del 1905 diretto da Lewin Fitzhamon.

## Trama
Un uomo trova una borsa piena di denaro, ma i biglietti sono tutti falsi.

## Produzione
Il film fu prodotto dalla Hepworth.

## Distribuzione
Distribuito dalla Hepworth, il film - un cortometraggio della lunghezza di 30 metri - uscì nelle sale cinematografiche britanniche nel giugno 1905.
Non si hanno altre notizie del film che si ritiene perduto, forse distrutto nel 1924 quando il produttore Cecil M. Hepworth, ormai fallito, cercò di recuperare l'argento del nitrato fondendo le pellicole.